# ساوت هولند (ایلینوی)
ساوت هولند (به انگلیسی: South Holland) یک روستا در ایالات متحده آمریکا است که در شهرستان کوک (ایلینوی) واقع شده‌است. ساوت هولند ۱۸٫۷۹ کیلومتر مربع مساحت و ۲۲٬۰۳۰ نفر جمعیت دارد و ۱۸۳ متر بالاتر از سطح دریا قرار دارد.